# سیل، ویکتوریا
سیل (به انگلیسی: Sale) یک شهر در استرالیا است که در Shire of Wellington واقع شده‌است.